# Euphorbia godana
Euphorbia godana är en törelväxtart som beskrevs av Buddens., Lawant och John Jacob Lavranos. Euphorbia godana ingår i släktet törlar, och familjen törelväxter.
Artens utbredningsområde är Djibouti. Inga underarter finns listade i Catalogue of Life.